# Vipava
Vipava (en italiano: Vipacco, en alemán: Wippach) es una pequeña localidad de 1.500 habitantes en el oeste de Eslovenia.  Es también el centro de un municipio de 5.185 habitantes. Vipava se encuentra cerca de las numerosas fuentes del río Vipava, en el valle del mismo nombre, a 102 m sobre el nivel del mar. Históricamente, ha formado parte de la región de la Carniola Interior, pero en la actualidad se la considera parte del Litoral esloveno.

## Economía

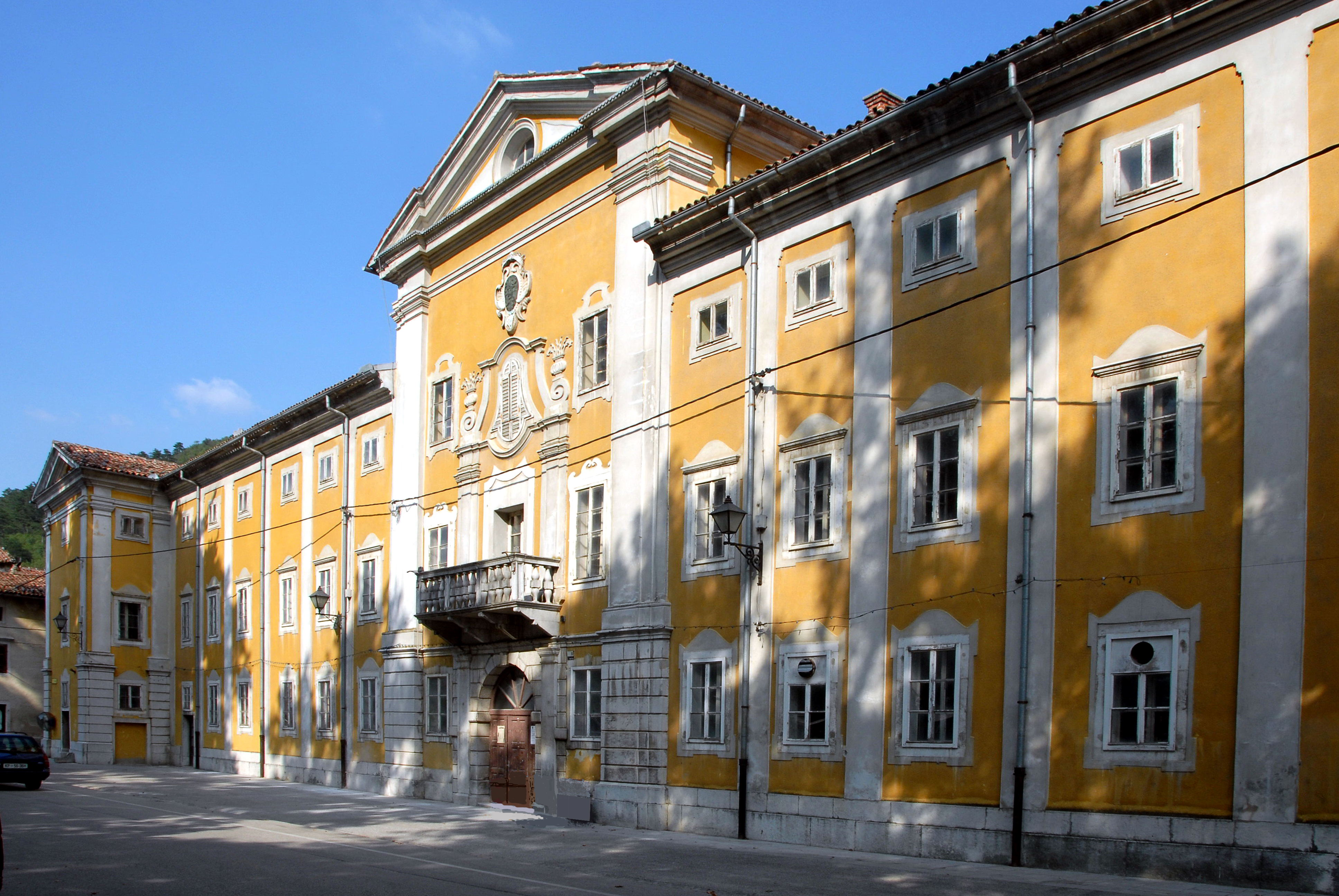
La Mansión Lanthieri en el centro de Vipava

Vipava es un centro agrícola importante en el oeste esloveno. Es famosa por su producción de vino. El turismo es también una actividad importante, así como la pequeña y mediana empresa. Muchos habitantes de Vipava trabajan en la localidad vecina de Ajdovščina.

## Lengua, cultura y religión
La gran mayoría de la población de Vipava, alrededor del 93%, son eslovenos. Otros descienden de inmigrantes de otras repúblicas de la extinta Yugoslavia. Alrededor del 95% tiene el esloveno como primera lengua y la mayor parte del 5% restante se divide entre las diferentes variedades del serbocroata. 
Aproximadamente el 77% de la población profesa la fe católica, hay algo menos de un 1% de musulmanes sunníes y el resto no son religiosos. La parroquia está dedicada a San Esteban y pertenece a la diócesis de Koper.

## División
El municipio de Vipava se subdivide en 11 comunidades locales (en esloveno: krajevne skupnosti), que comprenden uno o más pueblos: Vipava, Erzelj, Goče, Gradišče pri Vipavi, Lozice, Lože, Manče, Podnanos, Podraga, Slap, Vrhpolje.

## Personas destacadas
- Drago Bajc (1904–1928), poeta;
- Andreas Baumkirchner (1420–1471), noble, dirigió una conspiración contra Federico III de Habsburgo;
- Sigismund von Herberstein (1486–1566), diplomático y autor;
- Eva Irgl (1976-), presentadora de televisión y político (Partido Democrático Esloveno);
- Štefan Kociančič (1813–1883), teólogo y traductor;
- Sebastian Krelj (1538–1567), Escritor y predicador protestante esloveno;
- Anton Lavrin (1789–1869), diplomático y egiptólogo;
- Marko Natlačen (1886–1942), político, gobernador de Drava Banovina (1935–1941);
- Janko Premrl Vojko (1920–1943), Antifascista esloveno;
- Stanko Premrl (1880–1965), compositor, autor de la música del Himno Nacional Esloveno.